# ساو سيباستياو دو أنتا
ساو سيباستياو دو أنتا (بالبرتغالية: São Sebastião do Anta‏)؛ بلدية في ولاية ميناس جيرايس في المنطقة الجنوبية الشرقية من البرازيل.